# 梅木遺跡

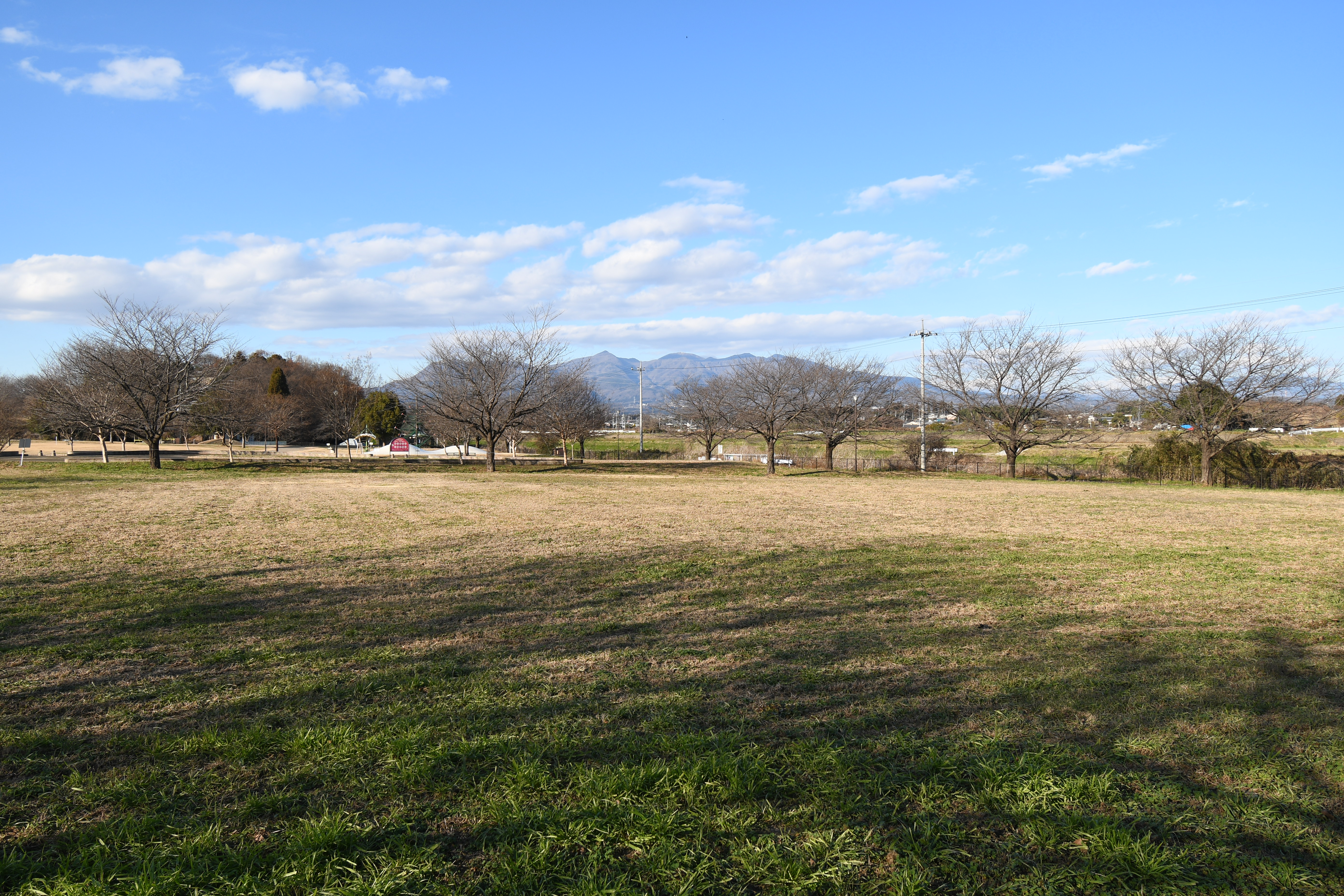
梅木遺跡付近（後背に赤城山）

梅木遺跡（うめのきいせき）は、群馬県前橋市西大室町にある古墳時代の豪族居館跡を主体とする遺跡。

## 概要
赤城山の南麓、大室公園内にある。館は堀と柵列で方形に区画されていたと思われるが、主要な施設は付近を流れる桂川のたびたびの氾濫により削平されほとんど残っていない。西南側からは張り出しと堀の広がりがあり、柱穴が検出されていることから門があったと考えられている。
堀の一辺は外側約85メートル、内側約65メートル、面積約6500平方メートル前後の正方形と推定される。堀は古墳時代中期末の竪穴建物を壊して造られ、また堀の底から6世紀初頭に榛名山から噴出した火山灰（Hr-FAテフラ）が堆積していることから、この館は5世紀後半に造られ、6世紀初頭まで使われたと考えられている。
この遺跡の西南400メートルの地点には、6世紀初頭の築造と推定されている前二子古墳があり、この遺跡との関連がうかがわれる。

## 関連文献
（記事執筆に使用していない関連文献）
- 山武考古学研究所 編『梅木遺跡』前橋市埋蔵文化財発掘調査団、1986年。 - リンクは奈良文化財研究所「全国遺跡報告総覧」。